# 指甲 (韓國電影)
《指甲》（韓語：손톱）為1995年韓國驚悚電影，於1995年1月28日上映，片長101分鐘，由金成鴻執導，成淵娛樂及大宇電子出品及製作，大宇電子發行，沈慧珍、陳熙瓊、李璟榮主演，本片是導演金成鴻其中一部驚悚電影代表作，本片在韓國上映後共有13萬1969人入場人次。

## 劇情
故事講述兩個年輕女性素英和慧蘭是老朋友，但不是親密的知己。素英幸福地結婚並被她的社區視為一個好市民。另一方面，慧蘭很複雜並且羨慕素英的幸福。隨著時間過去，慧蘭對素英的嫉妒越來越多。她計劃摧毀素英的快樂和生活。素英有一位非常愛她的好丈夫廷珉。她破壞素英幸福的第一步就是引誘她最愛的丈夫廷珉。一旦慧蘭與廷珉一起，會發生甚麼事情？

## 演員陣容
- 沈慧珍 飾 素　英
- 陳熙瓊 飾 慧　蘭
- 李璟榮 飾 廷　珉
- 鄭性模
- 徐宇林
- 趙瑄默
- 李松旭

## 獎項
| - 第33屆大鐘獎（1995年） - 「最佳電影獎」 - 「最佳導演獎」：金成鴻 - 「最佳女主角獎」：陳熙瓊 - 「最佳劇本獎」：呂慧英 - 「最佳攝影獎」：徐廷珉 - 「最佳美術獎」：吳相萬 - 「最佳燈光獎」：孫達鎬 - 「最佳音樂獎」：安智弘 - 「最佳企劃獎」：李椿淵 - 第16屆青龍電影獎（1995年） - 「最佳女配角獎」：陳熙瓊 | - 第33屆大鐘獎（1995年） - 「最佳女新人獎」：陳熙瓊 - 「新人技術獎」：朴曲之 |

## 外部連結
- 互联网电影数据库（IMDb）上《指甲》的资料（英文）
- 韩国电影数据库（KMDb）上《指甲》的資料